# Martina Ertl
Martina Ertl-Renz (Bad Tölz, 12 september 1973) is een Duits voormalig alpineskiester. In 2005 is ze getrouwd met Sven Renz. Samen hebben ze een dochter Romy-Sophie, geboren in 2007.

## Palmares

### Olympische winterspelen
- Lillehammer (1994)
  - Zilveren medaille in de reuzenslalom
- Nagano (1998)
  - Zilveren medaille in de combinatie
- Salt Lake City (2002)
  - Bronzen medaille in de combinatie

### Wereldkampioenschap
- Morioka (1993)
  - Bronzen medaille in de reuzenslalom
- Sierra Nevada (1996)
  - Zilveren medaille in de reuzenslalom
- Sankt Anton (2001)
  - Gouden medaille in de combinatie
- Bormio (2005)
  - Gouden medaille met het nationale team (Duitsland)